# Beachvolleyball-Weltmeisterschaft

Logo des Volleyball-Weltverbandes FIVB

Die Beachvolleyball-Weltmeisterschaften sind vom Welt-Volleyballverband Fédération Internationale de Volleyball (FIVB) veranstaltete Turniere zur Ermittlung der Weltmeister der Frauen und Männer. Brasilien war bei den vierzehn bisher ausgetragenen Turnieren die erfolgreichste Nation.

## Geschichte
In den Jahren 1987 bis 1996 wurden in Rio de Janeiro internationale Turniere ausgetragen, die jedoch von der FIVB nicht als Weltmeisterschaften anerkannt sind. Das erste offizielle WM-Turnier fand 1997 in Los Angeles statt. Seitdem dominieren sowohl bei den Frauen als auch den Männern die Teams aus Brasilien und den USA. Die Laciga-Brüder sowie Paul Laciga mit Sascha Heyer gewannen zweimal Silber für die Schweiz, Julius Brink und Jonas Reckermann gewannen 2009 Gold und 2011 Bronze für Deutschland. 2013 erreichten Karla Borger und Britta Büthe das Finale und gewannen als erste deutsche Frauen eine Medaille. Beim gleichen Turnier gab es Bronze für Jonathan Erdmann und Kay Matysik. 2015 gewann Brasilien fünf von sechs möglichen Medaillen. 2017 wurden die Olympiasiegerinnen Laura Ludwig und Kira Walkenhorst als erste deutsche Frauen Weltmeisterinnen. 2019 in Hamburg gab es bei Männer eine Silbermedaille für Julius Thole und Clemens Wickler, während die kanadischen Weltmeisterinnen die erste Medaille für ihr Land gewannen. Die nächste WM sollte ursprünglich 2021 stattfinden, wurde aber wegen der Auswirkungen der COVID-19-Pandemie auf 2022 verschoben, wobei Rom Gastgeber blieb. Die WM 2023 fand im Oktober in Mexiko statt.

## Turniere

### Frauen
|    | Jahr | Ort            | Gold                                         | Silber                                       | Bronze                                       |
| -- | ---- | -------------- | -------------------------------------------- | -------------------------------------------- | -------------------------------------------- |
| 1  | 1997 | Los Angeles    | Sandra Pires / Jackie Silva                  | Arce / McPeak                                | Adriana Behar / Shelda Bede Kirby / Reno     |
| 2  | 1999 | Marseille      | Adriana Behar / Shelda Bede                  | Davis / Jordan                               | Masakayan / Youngs                           |
| 3  | 2001 | Klagenfurt     | Adriana Behar / Shelda Bede                  | Sandra Pires / Minello                       | Celbová / Nováková                           |
| 4  | 2003 | Rio de Janeiro | Walsh / May                                  | Adriana Behar / Shelda Bede                  | Cook / Sanderson                             |
| 5  | 2005 | Berlin         | Walsh / May-Treanor                          | Larissa França / Juliana Felisberta da Silva | Tian Jia / Wang Fei                          |
| 6  | 2007 | Gstaad         | Walsh / May-Treanor                          | Tian Jia / Wang Jie                          | Larissa França / Juliana Felisberta da Silva |
| 7  | 2009 | Stavanger      | A. Ross / Kessy                              | Larissa França / Juliana Felisberta da Silva | Talita Antunes / Antonelli                   |
| 8  | 2011 | Rom            | Larissa França / Juliana Felisberta da Silva | Walsh / May-Treanor                          | Xue Chen / Zhang Xi                          |
| 9  | 2013 | Stare Jabłonki | Xue Chen / Zhang Xi                          | Borger / Büthe                               | Liliane Maestrini / Bárbara Seixas           |
| 10 | 2015 | Den Haag       | Ágatha Bednarczuk / Bárbara Seixas           | Taiana Lima / Fernanda Alves                 | Antonelli / Juliana Felisberta da Silva      |
| 11 | 2017 | Wien           | Ludwig / Walkenhorst                         | A. Ross / Fendrick                           | Larissa França / Talita Antunes              |
| 12 | 2019 | Hamburg        | Pavan / Humana-Paredes                       | Klineman / A. Ross                           | Clancy / Artacho                             |
| 13 | 2022 | Rom            | Duda Lisboa / Ana Patrícia Ramos             | Bukovec / Wilkerson                          | Tillmann / Müller                            |
| 14 | 2023 | Tlaxcala       | Hughes / Cheng                               | Duda Lisboa / Ana Patrícia Ramos             | Kloth / Nuss                                 |

### Männer
|    | Jahr | Ort            | Gold                       | Silber                     | Bronze                                  |
| -- | ---- | -------------- | -------------------------- | -------------------------- | --------------------------------------- |
| 1  | 1997 | Los Angeles    | Guilherme / Pará           | Ceman / Whitmarsh          | Paulão / Paulo Emìlio Blanton / Steffes |
| 2  | 1999 | Marseille      | Emanuel / Loiola           | P. Laciga / M. Laciga      | Guilherme / Pará                        |
| 3  | 2001 | Klagenfurt     | Conde / Baracetti          | Ricardo / Loiola           | Kjemperud / Høidalen                    |
| 4  | 2003 | Rio de Janeiro | Emanuel / Ricardo          | Holdren / Metzger          | Benjamin / Márcio Araújo                |
| 5  | 2005 | Berlin         | Fábio Luiz / Márcio Araújo | Heyer / P. Laciga          | Brink / Schneider                       |
| 6  | 2007 | Gstaad         | Rogers / Dalhausser        | Barsuk / Kolodinski        | Schacht / Slack                         |
| 7  | 2009 | Stavanger      | Brink / Reckermann         | Harley / Alison            | Rogers / Dalhausser                     |
| 8  | 2011 | Rom            | Emanuel / Alison           | Márcio Araújo / Ricardo    | Brink / Reckermann                      |
| 9  | 2013 | Stare Jabłonki | Brouwer / Meeuwsen         | Ricardo / Filho            | Erdmann / Matysik                       |
| 10 | 2015 | Den Haag       | Alison / Bruno Schmidt     | Nummerdor / Varenhorst     | Evandro / Pedro Solberg                 |
| 11 | 2017 | Wien           | Evandro / André Loyola     | Doppler / Horst            | Krassilnikow / Ljamin                   |
| 12 | 2019 | Hamburg        | Stojanowski / Krassilnikow | Thole / Wickler            | A. Mol / Sørum                          |
| 13 | 2022 | Rom            | A. Mol / Sørum             | Renato Lima / Vitor Felipe | André Loyola / George Wanderley         |
| 14 | 2023 | Tlaxcala       | Perušič / Schweiner        | Åhman / Hellvig            | Bryl / Łosiak                           |

## Medaillenspiegel (nach Nationen)

### Frauen
| Nation              | Gold | Silber | Bronze | Gesamt |
| ------------------- | ---- | ------ | ------ | ------ |
| Brasilien           | 6    | 6      | 6      | 18     |
| USA                 | 5    | 5      | 3      | 13     |
| Volksrepublik China | 1    | 1      | 2      | 4      |
| Deutschland         | 1    | 1      | 1      | 3      |
| Kanada              | 1    | 1      | 0      | 2      |
| Australien          | 0    | 0      | 2      | 2      |
| Tschechien          | 0    | 0      | 1      | 1      |

### Männer
| Nation      | Gold | Silber | Bronze | Gesamt |
| ----------- | ---- | ------ | ------ | ------ |
| Brasilien   | 7    | 5      | 5      | 17     |
| USA         | 1    | 2      | 2      | 5      |
| Deutschland | 1    | 1      | 3      | 5      |
| Russland    | 1    | 1      | 1      | 3      |
| Niederlande | 1    | 1      | 0      | 2      |
| Norwegen    | 1    | 0      | 2      | 3      |
| Argentinien | 1    | 0      | 0      | 1      |
| Tschechien  | 1    | 0      | 0      | 1      |
| Schweiz     | 0    | 2      | 0      | 2      |
| Österreich  | 0    | 1      | 0      | 1      |
| Schweden    | 0    | 1      | 0      | 1      |
| Australien  | 0    | 0      | 1      | 1      |
| Polen       | 0    | 0      | 1      | 1      |

### Gesamt
| Nation              | Gold | Silber | Bronze | Gesamt |
| ------------------- | ---- | ------ | ------ | ------ |
| Brasilien           | 13   | 11     | 11     | 35     |
| USA                 | 6    | 7      | 5      | 18     |
| Deutschland         | 2    | 2      | 4      | 8      |
| Volksrepublik China | 1    | 1      | 2      | 4      |
| Russland            | 1    | 1      | 1      | 3      |
| Niederlande         | 1    | 1      | 0      | 2      |
| Kanada              | 1    | 1      | 0      | 2      |
| Norwegen            | 1    | 0      | 2      | 3      |
| Tschechien          | 1    | 0      | 1      | 2      |
| Argentinien         | 1    | 0      | 0      | 1      |
| Schweiz             | 0    | 2      | 0      | 2      |
| Österreich          | 0    | 1      | 0      | 1      |
| Schweden            | 0    | 1      | 0      | 1      |
| Australien          | 0    | 0      | 3      | 3      |
| Polen               | 0    | 0      | 1      | 1      |